# ألان بروكس
ألان بروكس هو رسام وعالم طيور كندي، ولد في 15 فبراير 1869 في إيتاوا ‏ في الهند، وتوفي في 3 يناير 1946.

## وصلات خارجية
- ألان بروكس على موقع ديسكوغز (الإنجليزية)